# Irmgard Stoffels
Irmgard Stoffels (* 1950) ist eine deutsche Journalistin und ehemalige Fußballspielerin.

## Sportliche Karriere
Stoffels gehörte der SSG 09 Bergisch Gladbach in der Saison 1976/77 an, für die sie als Abwehrspielerin aktiv war. Während ihrer Vereinszugehörigkeit gewann sie die Deutsche Meisterschaft. Nachdem sie am 18. Juni 1977 im Kreisstadtstadion von Bergisch Gladbach das torlos gebliebene Hinspiel gegen die NSG Oberst Schiel bestritten hatte, gewann sie mit ihrer Mannschaft das am 25. Juni 1977 auf den Sandhöfer Wiesen in Frankfurt-Niederrad ausgetragene Rückspiel mit 1:0 dank des Siegtores von Ingrid Gebauer in der 31. Minute.

## Erfolge
- Deutscher Meister 1977

## Berufliches
Stoffels arbeitet als Sportredakteurin beim Kölner Express.